# La mia stagione no
La mia stagione no (My Losing Season) è un libro scritto da Pat Conroy e pubblicato nel 2002.

## Trama
Il romanzo è autobiografico; tratta cioè di avvenimenti realmente vissuti dallo scrittore nell'arco temporale di un anno circa a "The Citadel", un poco conosciuto college del South Carolina. Già il titolo ci fa capire che il vero protagonista del romanzo è la pallacanestro, in quanto per "stagione" s'intende l'anno sportivo a cavallo tra il 1966 e il 1967 (il quarto ed ultimo per Conroy). Sono numerosissimi excursus e riferimenti alla vita passata e futura dell'autore; dalle difficoltà dell'autore nel relazionarsi col padre (pesantemente criticato nel maggiore successo di Conroy: il mai tradotto in italiano The Great Santini, da cui venne tratto il film Il grande Santini), all'adattamento alla vita collegiale (subìsce numerosi soprusi nell'anno da matricola), alle prime esperienze amorose.
Sullo sfondo sono tuttavia sempre presenti la pallacanestro (dettagliatissima la descrizione di allenamenti, partite ed elementi tecnici del gioco) e l'odiatissimo e dispotico allenatore Mel Thompson, con cui Conroy (decente giocatore ma non certamente un campione) non riesce mai ad entrare in confidence. La stagione, non indimenticabile a livello di squadra (che chiude con un record di 8 vittorie e 17 sconfitte), si conclude con un'epica partita con North Carolina, in cui Conroy gioca "la miglior partita della mia vita". Conroy, deluso dell'ultima stagione ma mature e cresciuto, capisce infine che deve intraprendere la strada della letteratura, piuttosto che quella del giocatore di pallacanestro.